# Власта Мачек
Власта Мачек (хорв. Vlasta Maček; уроджена Кальхбреннер, нар. 17 червня 1952) — хорватська шахістка, міжнародний майстер серед жінок від 1974 року.

## Шахова кар'єра
1971 року перемогла на міжнародному турнірі в Еммені. 1973 року здобула у місті Пояна Брашов титул чемпіонки балканських країн. Від середини 1970-х років належала до чільної когорти югославських шахісток. Неодноразово брала участь у фіналі індивідуального чемпіонату країни, у 1980 році вигравши золоту медаль. У 1974, 1978 і 1982 роках тричі виступала на шахових олімпіадах, 1974 року виборовши в Медельїні срібну медаль в особистому заліку на 3-й шахівниці.
З часу розпаду Югославії є постійною учасницею збірної Хорватії. Між 1992 і 2006 роками взяла участь у всіх восьми олімпіадах, які відбулись у цей період. Крім того, п'ять разів (у 1992—2005 роках) представляла національні кольори на командних чемпіонатах Європи. У роках 1992 (у Джаково) і 1999 (в Пулі) двічі вигравала чемпіонат Хорватії, а у 2002, 2004 і 2006 роках ставала віце-чемпіонкою.
1993 року поділила 2-ге місце (позаду Маші Клінової, разом із, зокрема, Весною Мішанович) на зональному турнірі, який відбувся в Загребі (відбіркового циклу чемпіонату світу). 1996 року посіла 4-те місце (позаду Юдіт Кіш, Ірини Семенової та Ільдіко Мадл) в Тапольці. 2003 року виграла в Сен-Венсані титул чемпіонки Європи серед ветеранів (гравців старших 50 років), тоді як на наступному чемпіонаті 2004 року, який відбувся в Арв'є) виборола бронзову медаль. 2004 року поділила 3-тє місце (позаду Моніки Грабіч та Ірини Судакової, разом із, зокрема, Евою Репковою) в Рієці.
Найвищий рейтинг Ело в кар'єрі мала станом на 1 липня 2000 року, досягнувши 2277 очок займала тоді 2-ге місце (позаду Мір'яни Медич) серед хорватських шахісток.